# Ormos Marathokambou

Ormos mit Hafen, der Kerkis im Hintergrund

Ormos Marathokambou (griechisch Όρμος Μαραθοκάμπου (m. sg.), im alltäglichen Sprachgebrauch einfach Ormos ‚Ankerplatz‘) liegt 5 km südlich von Marathokambos im Südwesten der griechischen Insel Samos.  
Der Hafenort mit 194 Einwohnern (2011) wurde aufgrund der Infrastruktur und Bademöglichkeiten vom westlich gelegenen Kambos als touristisches Zentrum der bis 2010 bestehenden Gemeinde Marathokambos abgelöst. Während der Sommersaison verkehren Ausflugsboote nach Pythagorio und zur kleinen Insel Samiopoula. 
Die wichtigsten Wirtschaftsfaktoren sind der Tourismus, die Fischerei und eine große Olivenölfabrik im östlichen Teil des Ortes.
| Jahr      | 1913 | 1920 | 1928 | 1940 | 1951 | 1961 | 1971 | 1981 | 1991 | 2001 | 2011 |
| Einwohner | 220  | 218  | 250  | 226  | 236  | 229  | 184  | 227  | 164  | 221  | 194  |